# 1990 DK3
1990 DK3 är en asteroid i huvudbältet som upptäcktes den 24 februari 1990 av den belgiske astronomen Henri Debehogne vid La Silla-observatoriet.
Den tillhör asteroidgruppen Nysa.